# بیبی مجیک
بیبی مجیک برندی آمریکایی است. این برند تولید کننده محصولات مراقبتی کودکان می‌باشد که توسط شرکن ناترا بازاریابی می‌شود. تولیدات این شرکت عبارتند از: شامپوهای بچه، پوشک‌های پاک کننده، لوسیون و محلول‌های شستشو. 